# 多層蛋糕
多層蛋糕（匈牙利語：dobostorta）是一種起源於匈牙利的蛋糕。層數可以達到5至7層且厚度很薄，每層之間夾有巧克力、奶油等食材。由布達佩斯的一位廚師發明於19世紀末期，現在已經成為匈牙利的代表性食物。